# Carbon (Indiana)
Carbon es un pueblo ubicado en el condado de Clay en el estado estadounidense de Indiana. En el Censo de 2010 tenía una población de 397 habitantes y una densidad poblacional de 964,04 personas por km².

## Geografía
Carbon se encuentra ubicado en las coordenadas 39°35′57″N 87°6′28″O / 39.59917, -87.10778. Según la Oficina del Censo de los Estados Unidos, Carbon tiene una superficie total de 0.41 km², de la cual 0.41 km² corresponden a tierra firme y (0%) 0 km² es agua.

## Demografía
Según el censo de 2010, había 397 personas residiendo en Carbon. La densidad de población era de 964,04 hab./km². De los 397 habitantes, Carbon estaba compuesto por el 96.73% blancos, el 0% eran afroamericanos, el 0% eran amerindios, el 0% eran asiáticos, el 0% eran isleños del Pacífico, el 2.27% eran de otras razas y el 1.01% pertenecían a dos o más razas. Del total de la población el 3.02% eran hispanos o latinos de cualquier raza.